# جولیو بروگی
جولیو بروگی (ایتالیایی: Giulio Brogi؛ ‏ زادهٔ ۳ مهٔ ۱۹۳۵ - درگذشته ۱۹ فوریه ۲۰۱۹) یک هنرپیشه اهل ایتالیا است.
از فیلم‌ها یا برنامه‌های تلویزیونی که وی در آن نقش داشته‌است می‌توان به زیبایی بزرگ، زیر نشان عقرب، خرابکاران، گاما و سن‌میکله یک خروس داشت اشاره کرد.